# 高潔な異教徒

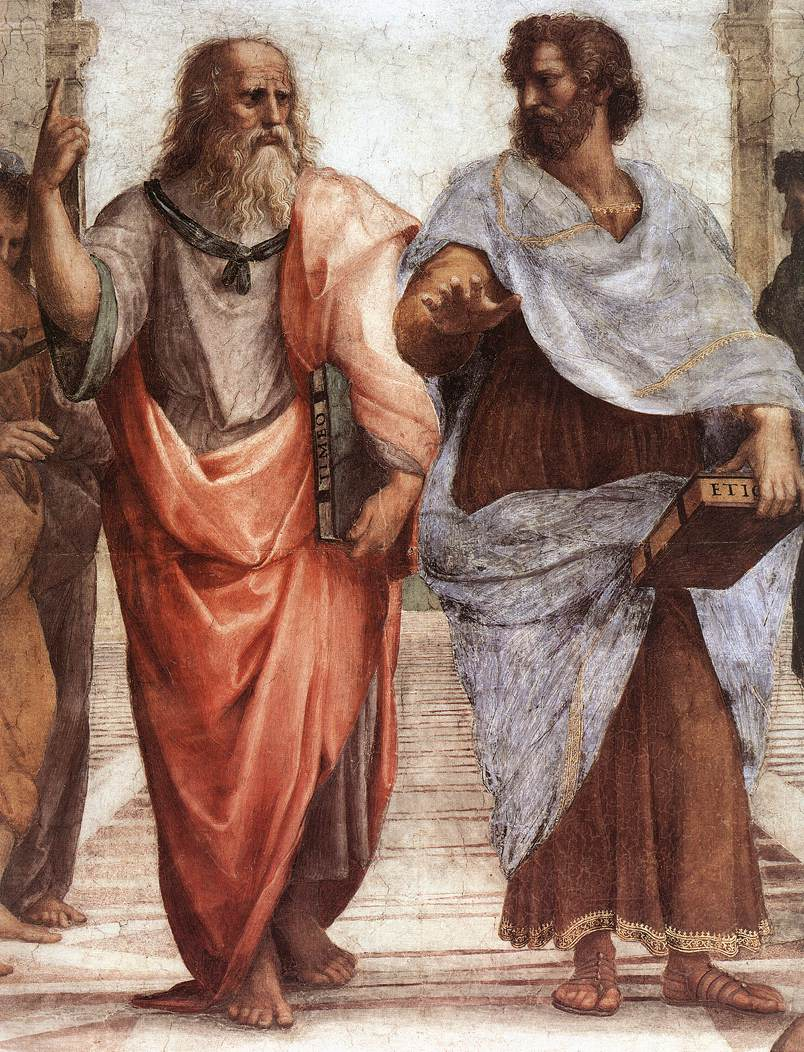
プラトンとアリストテレス、バチカン宮殿内にあるアテナイの学堂のフレスコ画

高潔な異教徒とは、キリスト教神学における概念の一つで、伝道されることなく、結果的に生前にキリストを認識する機会がなかった異教徒が、高潔な生活を送っていたために、忌まわしく考えられるのは好ましくないとされた問題である。これはユダヤ教のゲリム・トシャビムやイスラム教のハニーフのようなものである。現代のカトリック教会ではカール・ラーナーの神学で無名のキリスト者と呼ばれている。
聖書では、使徒パウロが「異教徒は（ユダヤ・キリスト教の神の）律法を持っていなくても、心（良心）に律法が刻まれていることがあり、イエスは心にあるものによって人を裁く（ローマの信徒への手紙 2:12-16）」と教えている(Romans 2:12-16)。
使徒言行録17:23-28では、パウロはギリシャ人は知らぬうちに神を崇拝していたと述べている。
使徒言行録10:1-48によると神を畏れ、善き行いをする者は、国籍・民族に関係なく神に受け入れられる（使徒言行録(口語訳) 10:34-48）。
マタイによる福音書25:31-46は神による審判は宗教への所属でなく、一人ひとりの他者への思いやりに基づくと明らかにしている。
高潔な異教徒の例としては、ヘラクレイトス、パルメニデス、ソクラテス、プラトン、アリストテレス、キケロ、トラヤヌス、ウェルギリウスなどが挙げられる。ダンテ・アリギエーリは『神曲』の中で、ホメロス、ホラティウス、オウィディウス、マルクス・アンナエウス・ルカヌスなど、多くの高潔な異教徒を辺獄に位置づけている。
キリスト教徒の間では、イスラム教徒は異端のキリスト教を信奉する分裂主義者であるという見方が一般的であったにもかかわらず、イスラム教徒の王者サラディンは、その騎士道精神の高さゆえに、高潔な非キリスト教徒の仲間入りをしている。
一方、ダンテは異教の皇帝トラヤヌスを天国に、自殺した小カトをスタティウスとともに煉獄に、キリスト教の時代を予言する詩を書いたとされるウェルギリウスを辺獄に配した。これらの描写は、教義上の厳格さを適用したものではなく、それぞれの人物の真の性格をダンテが印象的に評価したものであることは明らかである。
フランシス・A・サリバンは、初期キリスト教の作家たちは「徳の高い異教徒が救いを得る可能性を排除しなかった」と考えているが、「教父たちが直接質問された場合、異教徒やユダヤ人が永遠の命を得ることを否定した可能性があることに同意する」と述べている。
しかし教父の中には、キリスト教徒でない者が神の知恵に参加することについて、より広く包括的な見解を持っていた者がいることが知られている。
ユスティノスは『第一の弁明』の第46章で、ロゴスに触発された異教徒は、たとえ非有神論的な哲学を信奉する者であっても、すべてキリスト教徒であると主張している。
「私たちは、キリストが神の子であることを教えられてきました。そしてキリストは、すべての民族の男女が分け与えられたロゴスであることを上で示唆しました。そしてギリシャ人ではソクラテスやヘラクレイトスなどのように、無神論者と思われていても、ロゴスとともに生きた人たちはキリスト教徒である」
高潔な異教は、北欧神話への関心や、アイスランドのサーガに見られる再発見された異教徒の倫理観への熱狂によって、ロマン主義と関係を持つようになったのである。トム・シッペイは、J.R.R.トールキンの小説が、このような「高潔な異教」の概念に大きく基づいていると主張している。
トールキンは、「（間違った側が勝利するハルマゲドン（ラグナロク））には、むしろ不安を感じていた。それは、数年後にナチスの指導者が『神々の黄昏』を意図的に育成したように、それが表す倫理観はどちらの側にも利用できると考えていたからだ。しかしこの作品は、キリスト教の枠組みの外にも存在し、賞賛されるべき英雄的な美徳のイメージを提供していた。いくつかの点では（1936年の『ベオウルフ』の講義で見ることができるように、『エッセイ』の24-25を参照）、古ノルド語の「勇気の理論」は、永続的な報酬の提供なしに美徳への献身を要求するという点で、キリスト教の世界観ではないにしても、古典的な世界観よりも倫理的に優れているとみなされることさえある。... 彼はまた、古ノルド神話が「高潔な異教」と呼ばれるもののモデルを提供していると感じていた。それは異教徒であり、自らの不完全さを自覚しているために改心の機運が高まっているが、20世紀のポストキリスト教文学の多くのように絶望と幻滅に沈むことはなく明るい神話だ」